# Metropolitan Bank and Trust Company
Die Metropolitan Bank and Trust Company (kurz Metrobank) ist ein Kreditinstitut auf den Philippinen mit Hauptsitz in Makati City.
Metrobank wurde am 5. September 1962 in Binondo, Manila, von George Ty gegründet und ist momentan die zweitgrößte Bank auf den Philippinen (Stand 2011).
Die Bank hat zahlreiche Tochterunternehmen, darunter auch die PSBank, und bietet auch Versicherungen an. Es betreibt 760 Filialen auf den Philippinen, weitere 38 im Ausland und 1400 Geldautomaten.
Im Jahr 1963 wurde die erste Filiale eröffnet. 1970 kam die erste Auslandsfiliale in Taipei hinzu. Drei Jahre danach wurde ein Büro in Hongkong eröffnet, weitere zwei Jahre später in Guam.
Seit 1981 ist die Metrobank an der Philippine Stock Exchange gelistet und erwarb eine Lizenz zur Universalbank. Das eigene Kreditkartenunternehmen Unibancard Corporation (später Metrobank Card Corporation) wurde 1986 gegründet. Mit der japanischen Mitsui Group und Toyota zusammen wurde die Toyota Motor Philippines Corporation 1988 geschaffen. Ein Jahrzehnt später wurde zusammen mit dem französischen Versicherungsunternehmen Axa die Philippine AXA Life Insurance Corporation gründet.

## Wettbewerber
Wichtige Wettbewerber auf den Philippinen sind die Bank of the Philippine Islands (BPI), Rizal Commercial Banking Corporation (RCBC), Banco de Oro (BDO) oder die LANDBANK.